# Battaglia di Geronio
La battaglia di Geronio fu una battaglia della seconda guerra punica del 217 a.C. tra l'esercito romano, guidato da Marco Minucio Rufo e Quinto Fabio Massimo Verrucoso, e l'esercito cartaginese, guidato da Annibale. 
Dopo un'iniziale schermaglia, conclusasi in favore dell'esercito romano, i due eserciti vennero nuovamente a contatto, con il risultato di una decisiva, sebbene non totale, vittoria cartaginese. Solo l'intervento provvidenziale di Quinto Fabio Massimo salvò i Romani dal completo annientamento. 

## Contesto storico
Dopo la vittoria al lago Trasimeno, Annibale e le sue truppe marciarono in direzione dell'Italia meridionale, dopo essersi fermati nel Piceno a rimettere in sesto le proprie forze. 
I Romani, invece, nella speranza di rimettere sui giusti binari l'andamento della guerra, affidarono l'esercito nell'esperto generale Quinto Fabio Massimo Verrucoso, nominandolo dittatore. Fabio, conscio di avere un esercito composto per la maggior parte da reclute e consapevole della superiorità del proprio nemico, decise di adeguare una strategia di logoramento, tenendosi lontano dall'esercito nemico, colpendo le sue linee di rifornimento e le unità sbandate o separate dal corpo principale.
Dopo essere sfuggito alla trappola dell'Ager Falernus, Annibale si diresse a est verso il Molise. Proseguendo con la sua strategia, Fabio si mantenne prudente, continuando a spostarsi tra i vari altipiani della zona ed evitando di concedere battaglia aperta ad Annibale.

## Antefatti

### I quartieri invernali di Annibale
Dopo aver lasciato l'Ager Falernus, Annibale tornò sui suoi passi, dirigendosi ad est. L'esercito cartaginese si mosse lentamente, alla ricerca di un luogo dove svernare. Fabio e i romani seguirono i Cartaginesi a debita distanza, evitando un confronto diretto. Annibale si diresse inizialmente a nord verso Venefram, quindi a est nel Sannio e, dopo aver attraversato gli Appennini entrò finalmente nel Molise. Fabio continuò a seguire Annibale, e quando i Cartaginesi raggiunsero Geronio nei pressi di Casacalenda e ne presero controllo, Fabio stabilì il suo accampamento a Larinum, 20 miglia a sud.
Non sappiamo se Annibale prese la città d'assalto, o se fosse già stata abbandonata. Dopo l'incendio degli edifici cittadini, parte delle mura cittadine era crollata, rendendola vulnerabile. I Cartaginesi trasformarono la città in un luogo dove lasciare grano e mandrie di bestiame, mentre allestirono all'esterno un accampamento, circondando il tutto con una trincea e una palizzata. Mentre i malati e i feriti si riprendevano nel campo, migliaia di raccoglitori si sparsero per tutta la pianura in cerca di altre provviste mentre altri pascolavano il bestiame e i cavalli sul fianco della montagna. Due terzi dell'esercito furono impiegati in queste operazioni mentre il resto sorvegliava il campo.

### Minucio in comando
Mentre i Cartaginesi erano impegnati a Geronio, Fabio aveva lasciato Minucio a capo dell'esercito romano, con l'ordine di seguire la strategia adottata fino a quel momento, ed era tornato a Roma, formalmente per osservare i doveri religiosi, ma anche per motivi politici dovuti alla sua impopolarità tra i cittadini romani. Minucio, che aveva sempre sostenuto una strategia più aggressiva, dopo pochi giorni scese dalle colline e stabilì un nuovo accampamento nella pianura di Larinum, a nord di Geronium. I Romani iniziarono quindi ad assaltare i raccoglitori cartaginesi mentre Minucio cercava di provocare Annibale in battaglia. In risposta, Annibale si spostò vicino all'accampamento romano con due terzi del suo esercito, costruì un accampamento temporaneo, e occupò una collina che domina l'accampamento romano con 2.000 picchieri. La mobilità dei Cartaginesi in questo momento era limitata poiché i loro cavalli erano a riposo, il che privava Annibale di una delle sue principali risorse tattiche. Minucio attaccò prontamente con la sua fanteria leggera, respingendo i picchieri e spostò il suo accampamento in cima alla collina appena catturata.
Nei giorni seguenti, i Cartaginesi ridussero la quantità di truppe mandate alla ricerca di cibo e si mantennero in allerta nel loro nuovo campo. Minucio rimase in attesa, emulando Fabio. Annibale inviò progressivamente più folti a cercare cibo e i Romani, cogliendo l'occasione, mandarono fanteria leggera e cavalieri attraverso la porta posteriore del loro accampamento per eliminare un gran numero di soldati cartaginesi, sparpagliati in tutta la pianura di Geronio. Minucio guidò la fanteria in forza verso lo stesso accampamento cartaginese temporaneo, dove la maggior parte dei Cartaginesi si era rifugiata dopo essere stata sconfitta nello scontro iniziale. Con i suoi raccoglitori sotto attacco e il suo accampamento minacciato, Annibale lanciò una sortita contro la fanteria romana attaccante.
Con solo un terzo dell'esercito presente e la maggior parte della cavalleria assente, i Cartaginesi furono forzati a combattere uno scontro in inferiorità numerica. I Romani romani, sebbene inizialmente scossi dall'iniziale assalto cartaginese, presero il sopravvento quando un nuovo esercito inviato da Fabio per unirsi al esercito a Geronio di 8.000 fanti e 500 cavalieri, guidati da Lucio Decimo il Sannita, arrivò nelle retrovie dei Cartaginesi.
I Cartaginesi si ritirarono, inseguiti dai Romani, e Minucio stesso considerò di assaltare l'accampamento nemico. L'arrivo di Asdrubale (il quartiermastro generale) con 4.000 uomini diede ad Annibale la sicurezza necessaria per schierare il suo esercito per la battaglia, e Minucio scelse di ritirarsi nel suo accampamento. Resoconti romani sovrastimavano le perdite cartaginesi, parlando di 6.000 cartaginesi fossero stati uccisi complessivamente, con 5.000 soldati romani caduti. Avendo con successo attaccato i Cartaginesi in un momento di debolezza, i Romani riuscirono per la prima volta a ottenere una vittoria, sebbene su scala ridotta, contro Annibale. Questa fu l'unica volta in cui Annibale fu trascinato in battaglia lasciando l'iniziativa al nemico durante la guerra.

### Riconoscimento del Senato
Il successo di Minucio fu accolto come una grande vittoria a Roma. Dopo aver assistito alle cautissime manovre di Fabio, una vittoria, per quanto piccola era così desiderata e attesa da indurre il Senato a voler ricompensare Minucio.
Per tradizione, un dittatore non poteva essere destituito una volta entrato in carica, ma essendo Fabio nominato dal Senato e non dai consoli, si cercarono altre vie per ridurre i suoi poteri. Un pretore di nome “Metello” o, secondo altre fonti, Gaio Terenzio Varrone (futuro console nel 216 a.C.), propose una legge per elevare Minucio al rango pari a Fabio e questa fu immediatamente approvata, conferendo a Roma due dittatori contemporaneamente per la prima volta nella storia e ridimensionando di fatto il ruolo di dittatore, portandolo a quello di console. Al ritorno nell'esercito, Fabio propose di comandare l'esercito a giorni alterni, come consuetudine tra i consoli, o di dividerlo in due parti identiche. Minucio, saggiamente, scelse di dividerlo, Minucio prendendo per sé le legioni numero II e III e due legioni alleate. Si accamparono un miglio e mezzo a sud di dove si era accampato Fabio, forse sul sito dell'accampamento temporaneo di Annibale. Minucio mantenne il proprio atteggiamento aggressivo, gradito al Senato ma che in passato aveva causato pesanti perdite agli eserciti romani che avevano affrontato Annibale.

## La battaglia

### La trappola di Annibale
L'esito dello scontro non avevano mutato la situazione strategica per Annibale: la sua base invernale a Geronio era sicura e il generale cartaginese non aveva pianificato alcuna operazione importante per il momento. L'esercito romano era numericamente superiore e Annibale voleva garantirsi un vantaggio tattico prima di affrontarlo direttamente, così da poter vincere con un numero ridotto di perdite. La guerra di logoramento era un lusso che non si poteva permettere, dovendo vagabondare in un territorio ostile senza una catena di rifornimenti sicura e costante.
Venuto a conoscenza della divisione dell'esercito romano, Annibale riconsiderò la sua posizione e studiò come poter distruggere una parte dell'esercito nemico in una battaglia campale. Gli eserciti romani erano accampati separatamente,quindi era possibile attaccarne uno prima che l'altro potesse intervenire in soccorso. Era inoltre scontato che sarebbe stato più facile indurre Minucio ad ingaggiare battaglia piuttosto che Fabio. Dopo un attento studio del terreno, Annibale ideò un piano tattico che avrebbe sfruttato l'aggressività di Minucio e la geografia del luogo a suo vantaggio.
L'idea era di ricreare condizioni simili a quelle dello scontro precedente con Minucio, attirarlo verso le forze cartaginesi e con una manovra a tenaglia, come fatto nella battaglia della Trebbia, circondarlo e distruggere la sua armata. È stato suggerito che Annibale avesse deliberatamente perso la scaramuccia per ottenere un'opportunità, ma questa è una speculazione.
Il terreno tra gli accampamenti cartaginesi e romani era pianeggiante e privo di alberi, con una bassa collina a metà strada tra gli accampamenti. Dietro e accanto alla collina c'erano cavità e avvallamenti dove i soldati potevano nascondersi. Annibale scelse un corpo scelto di 5.000 fanti e 500 cavalieri, e ordinò loro di nascondersi in gruppi di 200-300 la notte prima della battaglia. Quest'operazione fu eseguita magistralmente. 
All'alba un contingente di fanteria leggera cartaginese prese posizione sulla collina sotto gli occhi dei Romani. Dalla cima, i Cartaginesi potevano spiare i Romani, proprio come quelli che Minucio aveva fatto sloggiare da una collina all'inizio della precedente scaramuccia.

### Lo scontro
Vedendo i Cartaginesi schierati sulla collina, Minucio inviò un gruppo di élite per scacciarli. A sua volta, Annibale rinforzò la collina con truppe appena sufficienti per raggiungere una situazione di stallo. Ciò indusse Minucio a inviare sulla collina la cavalleria alleata romana e italiana, che Annibale contrastò immediatamente con la sua cavalleria leggera numida e la cavalleria pesante spagnola e libico. Avendo impegnato la cavalleria per intero, quindi i propri migliori ricognitori, Minucio perse la possibilità di scoprire la trappola nella quale stava per cadere. Dopo qualche scaramuccia, la cavalleria romana cominciò lentamente a retrocedere sotto i colpi nemici.
Minucio, osservando la situazione, chiamò a raccolta le sue quattro legioni e marciò in direzione della cima.La tempistica con cui tutto stava accadendo aveva impedito a Minucio di effettuare un'efficace ricognizione della zona e Annibale, che aveva nascosto il grosso della fanteria dietro al crinale, lontano dagli occhi dei Romani, decise che era il momento di farla entrare in azione. Fabio, che osservava dal suo accampamento, radunò il suo esercito ma non si mosse per aiutare il suo compagno generale.
Proprio mentre la fanteria romana comandata da Minucio raggiunse la collina e stava risalendo i pendii, la cavalleria romana ruppe la formazione e cominciò a disperdersi. Anche le truppe leggere romane, già in difficoltà, furono respinte contro le legioni in marcia. Si formò il caos tra le linee romane e, prima che potessero riacquistare la coesione, i Cartaginesi nascosti attaccarono i fianchi esposti e il retro dell'esercito romano. Annibale e la sua fanteria colpirono frontalmente i Romani, ormai sbilanciati, prima che lo shock dell'imboscata svanisse o che Minucio potesse riprendere le redini della situazione. Attaccati da tutte le parti, una parte dei romani abbandonò la posizione e fuggì. Altri furono circondati e combatterono per avere salva la propria vita.
Volendo evitare un massacro, Fabio mobilitò le sue quattro legioni per unirsi alla battaglia. Si dice che Annibale abbia esclamato: "Quella nuvola sulle montagne si è finalmente tramutata in tempesta!" I Romani in fuga dall'esercito di Minucio iniziarono a ricompattarsi con le legioni di Fabio. I Cartaginesi, presi tra gli eserciti di Fabio e Minucio, si ritirarono. Entrambi gli eserciti si raggrupparono e si schierarono nuovamente per la battaglia, ma ora in inferiorità numerica com'era, Annibale non permise altro che schermaglie. Diede l'ordine di abbandonare il combattimento e rientrò nei propri accampamenti. Fabio fece lo stesso.
Annibale non desiderava combattere una battaglia di logoramento contro un esercito ancora superiore, più della metà del quale era fresco mentre i Cartaginesi combattevano già da diversi anni. Strategicamente, la distruzione dell’esercito romano non avrebbe poi cambiato in modo significativo gli equilibri di potere in quel momento: mentre i suoi uomini svernavano a Geronium, i Romani avrebbero radunato un altro esercito per affrontarlo. D'altra parte, se Annibale avesse perso la battaglia, avrebbe immediatamente perso la guerra. Nonostante tutto, i Cartaginesi avevano inflitto gravi perdite ai Romani, e solo l'azione tempestiva di Fabio aveva salvato Roma da un nuovo disastro.

## Conseguenze
Minucio, dopo essere stato salvato da Fabio, salutò il dittatore con l'appellativo di "padre" in segno di profondo rispetto, rinunciò ai poteri dittatoriali ricevuti e ordinò alle sue truppe di trattare le legioni di Fabio come loro protettori. Fabio, dal canto suo, non umiliò Minucio per l'accaduto e gli concesse tutti gli onori dovuti alla sua posizione, ripristinando il suo ruolo di magister equitum. Sia i Romani che i Cartaginesi rientrarono quindi nei quartieri invernali. Durante l'inverno seguente non sono state registrate grandi azioni da entrambe le parti. Dopo la scadenza del mandato di Fabio come dittatore nel dicembre del 217 a.C., l'esercito fu consegnato ai consoli entranti Attilio Regulo e Servillo Gemino. Gli eserciti di Cartagine e Roma rimasero a Geronio fino al giugno 216 a.C., quando Annibale decise di partire per Canne.